# Södra huset, Stockholms universitet

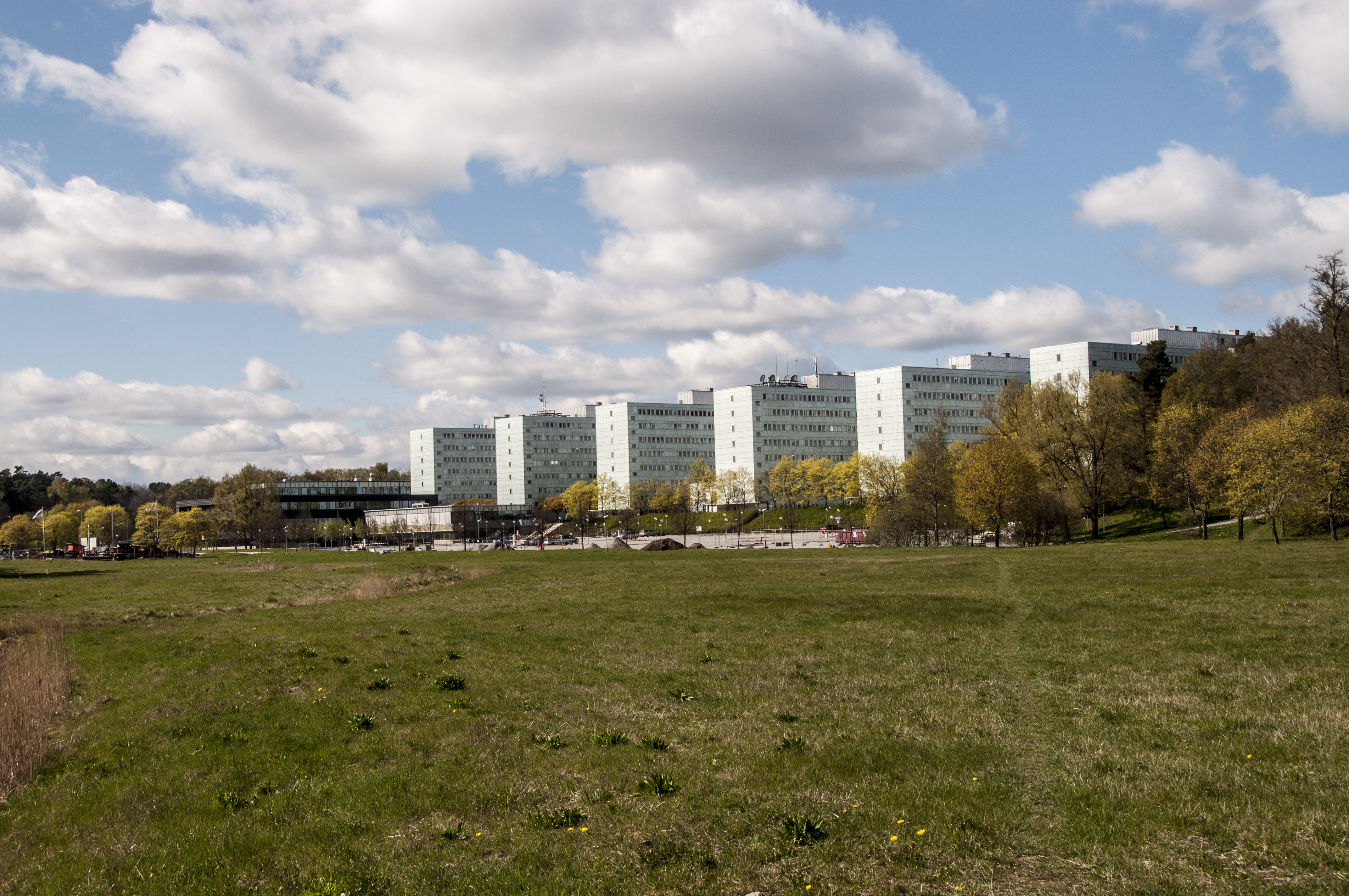
Alla sex byggnader sedda från sydost, 2014.

Södra huset är ett byggnadskomplex på Stockholms universitets campusområde i Frescati. Södra huset uppfördes åren 1961–1971 efter ritningar av arkitekt David Helldén. På grund av den himmelsblå fasadfärgen kallas det ibland för "Blå husen".

## Bakgrund
Förslaget om ett nytt, samlat, universitetsområde i Frescati kom 1957 då Byggnadsstyrelsen genomförde en utredning som visade att studentantalet skulle stiga drastiskt de kommande åren. Stockholms högskola vid den här tiden låg vid Observatorielunden och Byggnadsstyrelsens idé var att sammanfoga de olika institutionerna i innerstaden och de naturvetenskapliga institutionerna vid Frescati-området. Då Frescati hade gott om plats för parkeringsplatser bland annat, ansåg man att området var bättre än att bygga en ny byggnad i innerstaden. En arkitekttävling för den nya universitetsbyggnaden utlystes i februari 1961 och vinnaren blev arkitekt Henning Larsen. Ekonomiska svårigheter och tekniska problem gjorde dock att en omtävling utlystes och Helldéns bidrag vann. 

## Beskrivning

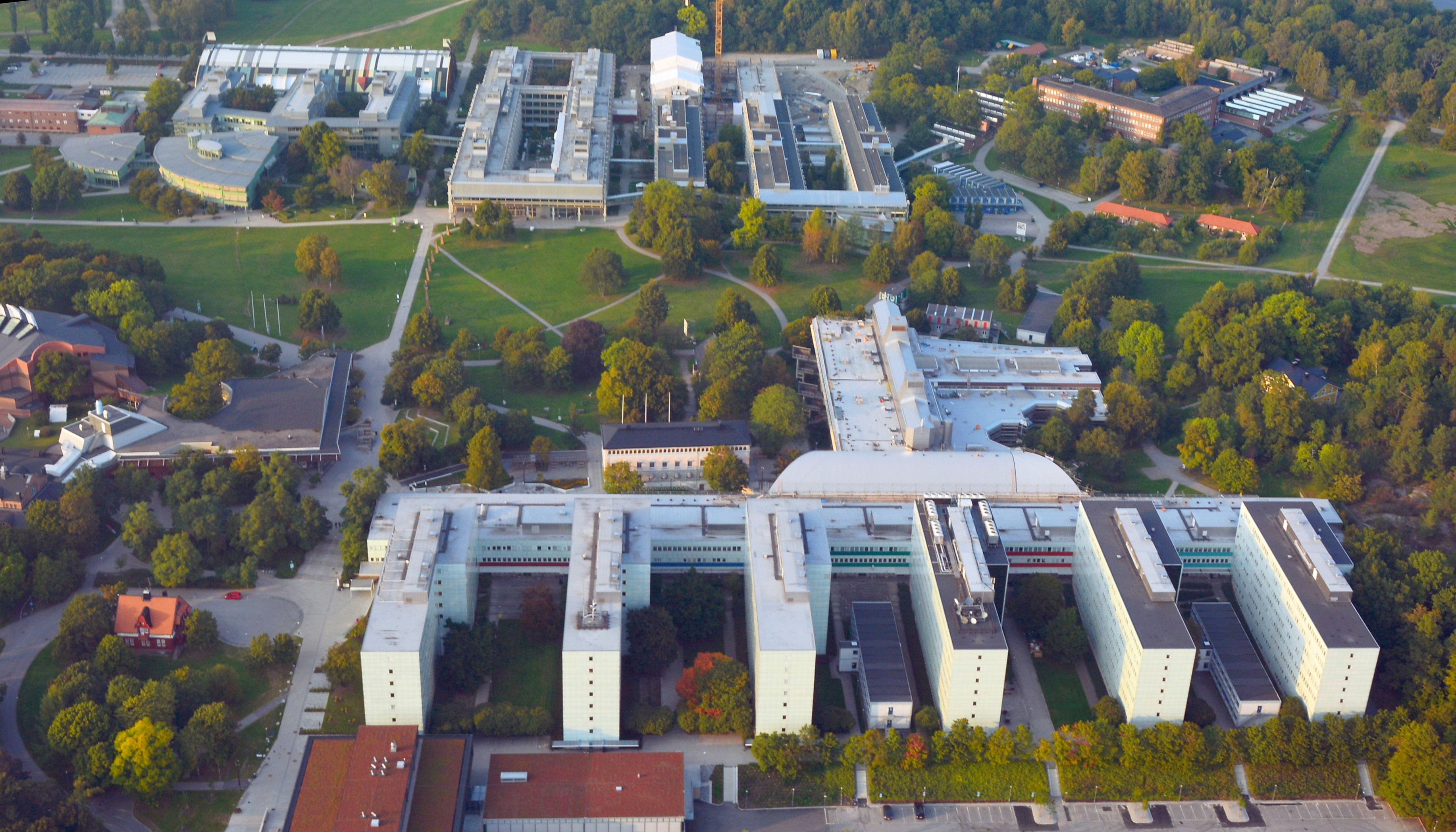
Flygfoto över Södra huset, 2014-09-20.

Det enorma komplexet begränsar universitetsområdet mot syd. Det består av sex höga skivhus som är sammanlänkade mot norr med en lång förbindelsebyggnad och en låghusdel. Södra huset uppfördes åren 1961–1971 efter ritningar av arkitekt David Helldén, samma arkitekt som stod bakom bland annat Hötorgscitys första höghus och Hötorgshallen samt Sergels torg i Stockholms innerstad. Södra huset var avsedd att inhysa fakulteten för humanistiska och samhällsvetenskapliga ämnen.
Fasaden är klädd av vitlackerade glasskivor, vilket framhäver glasets egna blå-gröna färgnyans och ger byggnaden dess karaktäristiska ljust turkosa himmelsfärg. Helldéns grundtanke var att de yttersta byggnaderna skulle vara ljusare och bli mörkare mot mitten. Denna idé fick överges på grund av tekniska svårigheter.  Södra husen är planerade enligt funktionsuppdelningsprincipen vilket skulle göra det lättare att orientera sig. Seminariesalar finns i nedre delarna och tjänsterum i de övre delarna. Café, restaurang och kiosker finns i låghusdelen mot norr. 
Helldén fortsatte i Södra huset sitt samarbete med konstnären Olle Bærtling som hade börjat 1954 med utformningen av entrén i första Hötorgshuset. Helldén argumenterade också för att Baertling skulle bjudas in till tävlingen om utsmyckningen av Sergels torg, en tävling som dock vanns av Edvin Öhrström. Efter att Helldén 1962 hade fått uppdraget som huvudarkitekt för det nya universitetsområdet anlitade han Baertling, som bland annat skulle skapa en aula. Det enda av Helldéns och Baertlings planer som kom att realiseras blev dock Södra huset där de utarbetade en plan för utsmyckning med nonfigurativ konst. Bland annat valdes 10 av Baertlings tidigare målningar ut och hängdes upp.
Södra huset blev en skapelse konstruerad av prefabricerade betongelement och klädd i glasskivor. Man eftersträvade en flexibel utbyggnadsmöjlighet. Interiören, med sitt kyliga formspråk, har kritiserats av bland andra arkitekturhistorikern Fredric Bedoire. Hela arrangemanget blev sinnebilden för tidens storskaliga och sterila arkitektur.
År 1975 fick man resa tak över huvudentréerna för att ge skydd mot glaspaneler som släppte från väggen. Ralph Erskine fick i uppdrag att rita dessa.  År 1984 kompletterades Södra huset mot norrsidan med Ralph Erskines biblioteksbyggnad som på så vis dämpade Helldéns sterila storskalighet.

## Bilder

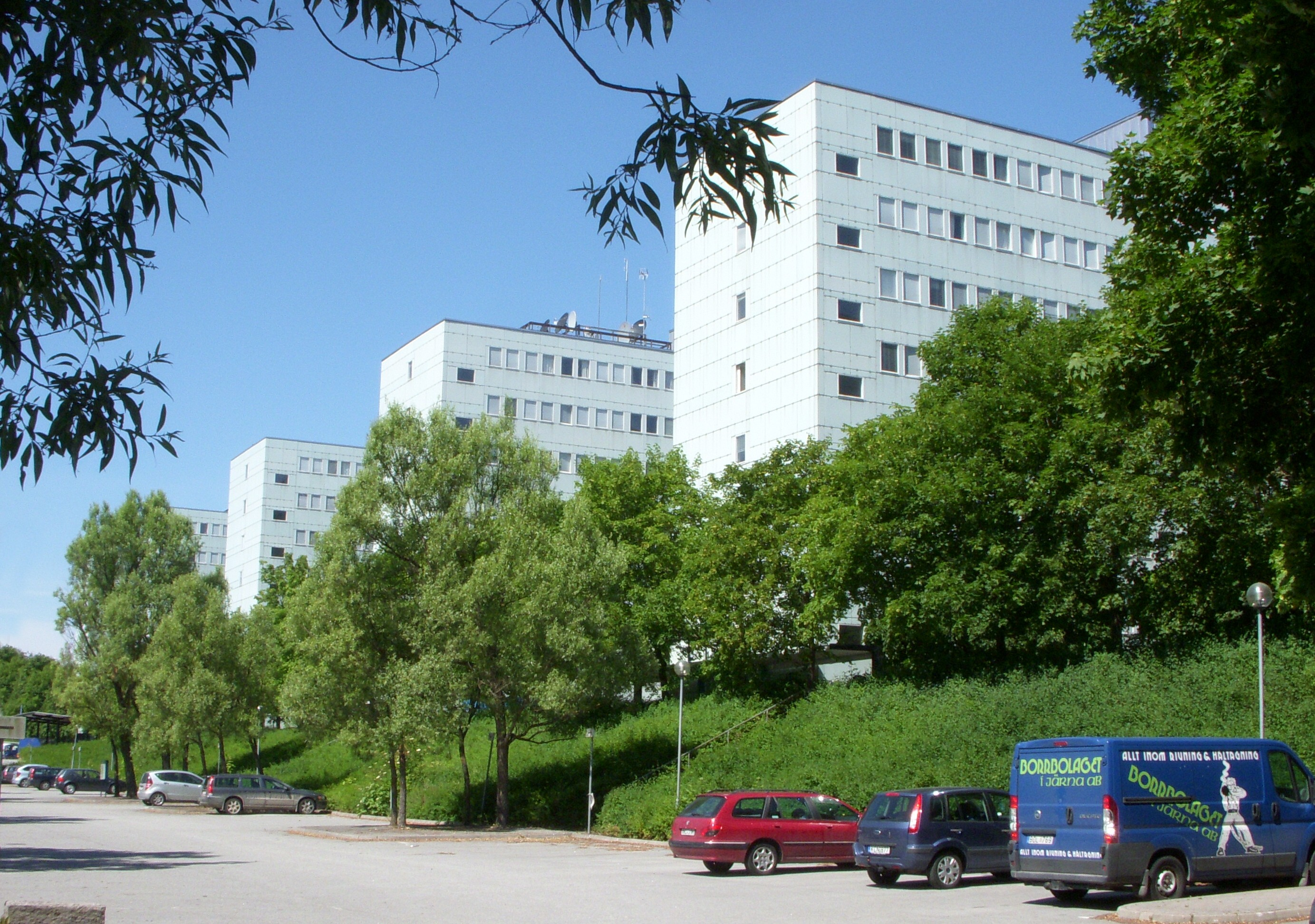
Södra huset fasad mot syd
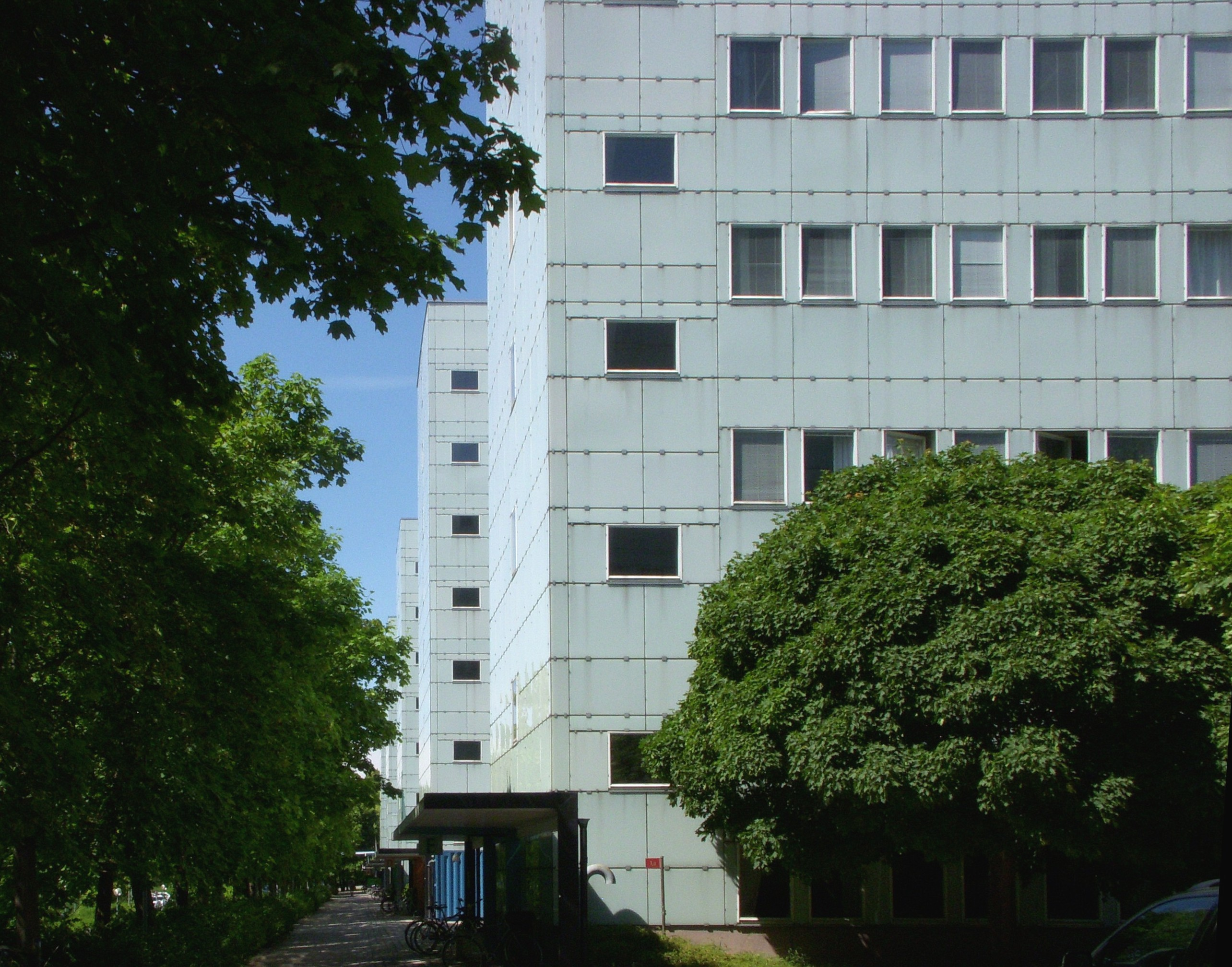
Fem av de sex skivhusen mot syd
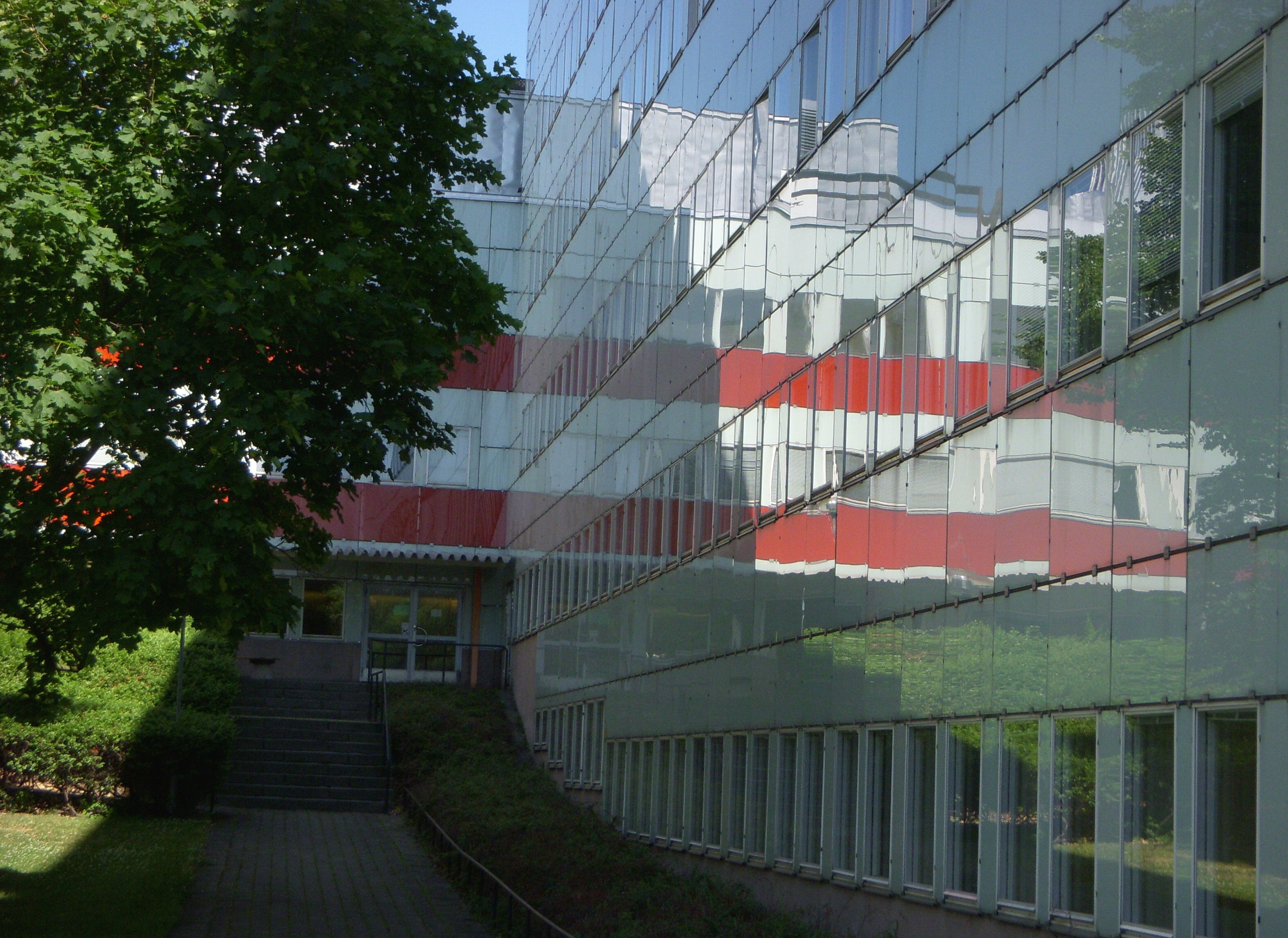
En av innergårdarna, förbindelsebyggnaden speglar sig i fasaden
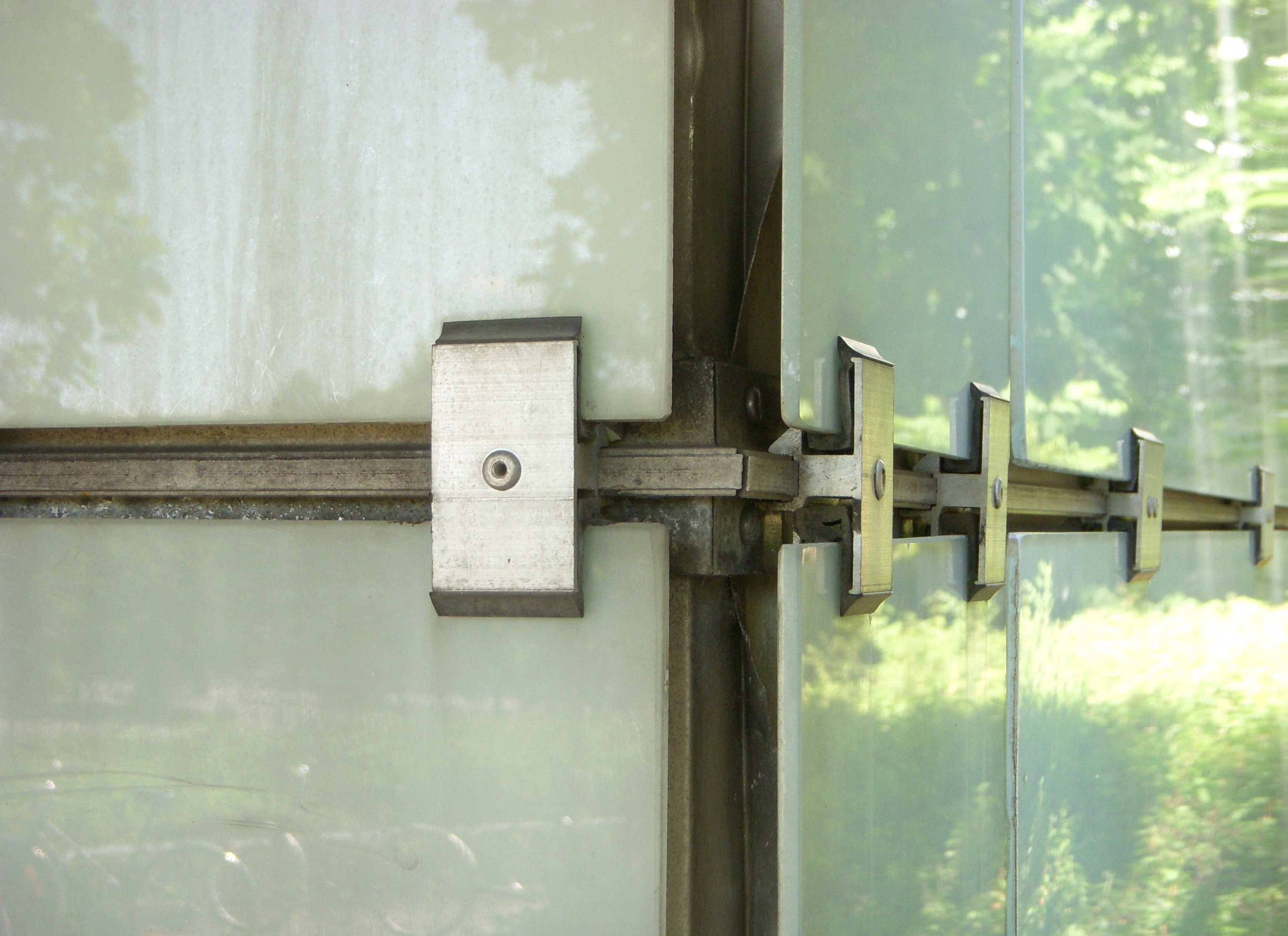
Fasadglaset är monterat med gummiklädda aluminiumclips